# Disk Master
A Disk Master egy alapvetően Amiga rendszereken elérhető kétpaneles fájlkezelő program. A szoftver eredeti fejlesztője Greg Cunningham, aki 1997. március 10-én átadta a forráskódokat a német Rudolph Riedelnek.

## Változatok

### Az eredeti fejlesztőtől
A legelső kiadás (1.0), illetve mind az 1.3-as, mind az 1.4-es változatok 1987-es kiadásúak és Greg Cunningham programíró mellett a Nomad Development van feltüntetve fejlesztőként.

### Rudolph Riedel legális változatai
A Riedel által írt első változat a 2.2b1, mely 1997. március 20-án jelent meg. A legfrissebb stabil verzió a 2.6-os, melyet 2005. december 12-én adott ki, majd 2006. január 1-jén közzétett hozzá egy lokalizációs csomagot is. Ezután a fejlesztés tovább folyt, de a 2.7-es változat sosem jutott ki a béta állapotból, mert a 68k változat nem működött megfelelően, így csak az AmigaOS4 változata lett kiadva. Riedel a munka során kiváltotta a forráskód assembly kódrészleteit és az egészet átírta GNU C Compiler (GCC) által fordíthatóvá. Az AmigaOS4 bétatesztelő, majd fejlesztői csapata tagjaként nekilátott a portolásnak erre az operációs rendszerre, melyet 2008 végéig végzett. Eltávolodva az Amiga-szcénától a program forráskódját közzétette a GitHub-on.

### Warez változatok
Az 1990-es évek elején a PARADOX warez- és democsapat két Disk Master nevű szoftvert is kiadott a saját neve alatt, a 3.0-át és a 3.2-t. Ezek a korábbi, 1.x változatok továbbfejlesztései.

## Licenc
A Disk Master korábban emailware-ként volt elérhető, azaz regisztráció és fizetés helyett egy e-mailt kellett csak küldeni a szerzőnek. Riedel 2018-ban a program forráskódját közzétette a GitHub-on a MIT szabad forráskód licence szerint, így az nyílt forráskódú szoftvernek minősül.

## Működés
A program két böngészőpanelen ad lehetőséget az Amiga fájlrendszerének kezelésére, a fájlműveletek elvégzésére. Mindkét panel választható forrásnak (Source), vagy célnak (Destination), mely a műveletek irányát adja meg. A középső panelen található vezérlőgombokkal lehet meghajtót váltani és fájlműveleteket végezni, beleértve a beépített képnézegetőt is. Két menüje is van, melyből a Projekt tömörítő és pl. formattáló parancsokat tartalmaz, míg a Configure a beállításokat teszi lehetővé. A szoftver bármely kiépítettségű "klasszikus" – tehát 68k alapú – Amiga hardveren futtatható.